# Merlevenez
 Merlevenez  (en bretón Brelevenez) es una población y comuna francesa, situada en la región de Bretaña, departamento de Morbihan, en el distrito de Lorient y cantón de Port-Louis.

## Demografía
| 1183 | 1237 | 1221 | 1769 | 2032 | 2294 |
| Para los censos de 1962 a 1999 la población legal corresponde a la población sin duplicidades (Fuente: INSEE [Consultar]) |      |      |      |      |      |